# Proboscidea (género)
Proboscidea es un género  de plantas con flores perteneciente a la familia Martyniaceae. Comprende 33 especies descritas y de estas, solo 10 aceptadas.

## Taxonomía
El género fue descrito por Casimir Christoph Schmidel y publicado en Icones Plantarum, Edition Keller 49, t. 12–13. 1763. La especie tipo es: Proboscidea louisiana (Mill.) Thell.	

## Especies aceptadas
A continuación se brinda un listado de las especies del género Proboscidea (género) aceptadas hasta julio de 2015, ordenadas alfabéticamente. Para cada una se indica el nombre binomial seguido del autor, abreviado según las convenciones y usos.	
- Proboscidea altheifolia (Benth.) Decne.
- Proboscidea arenaria (Engelm.) Decne.
- Proboscidea fragrans (Lindl.) Decne.
- Proboscidea louisiana (Mill.) Thell.
- Proboscidea louisianica (Mill.) Thell. - trompa de elefante[3]
- Proboscidea parviflora (Wooton) Wooton & Standl.
- Proboscidea sabulosa Correll
- Proboscidea sinaloensis Van Eselt.
- Proboscidea spicata Correll
- Proboscidea triloba (Schltdl. & Cham.) Decne. - baguetas, uña del diablo.[3]

## Galería

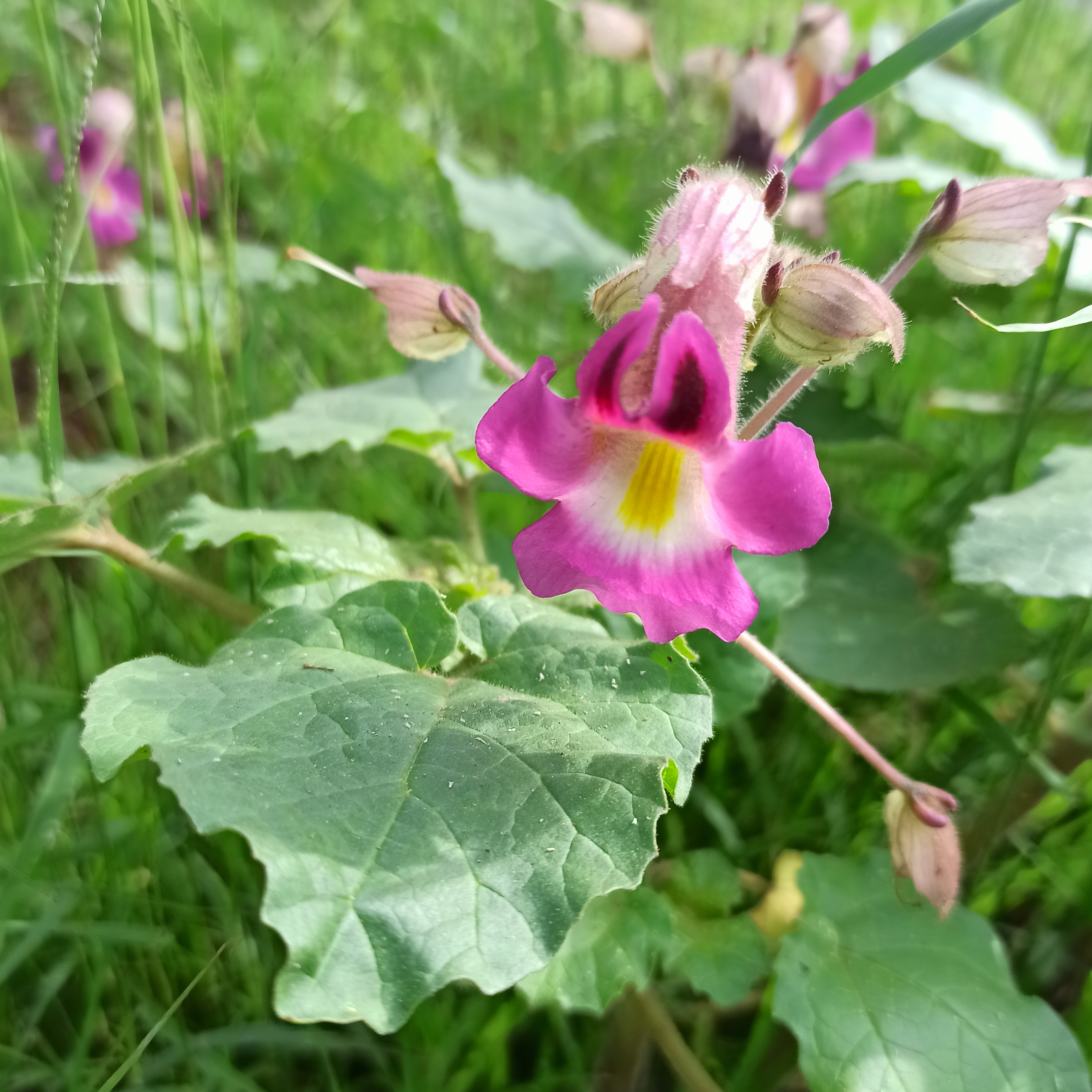
Proboscidea louisianica spp. fragrans
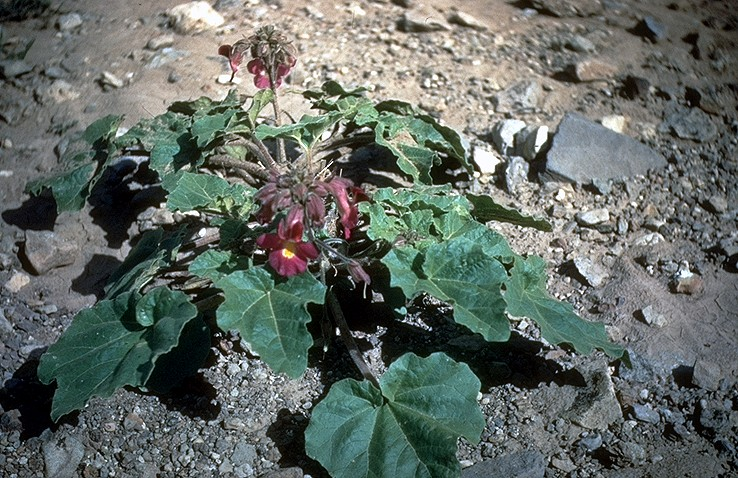
Proboscidea parviflora
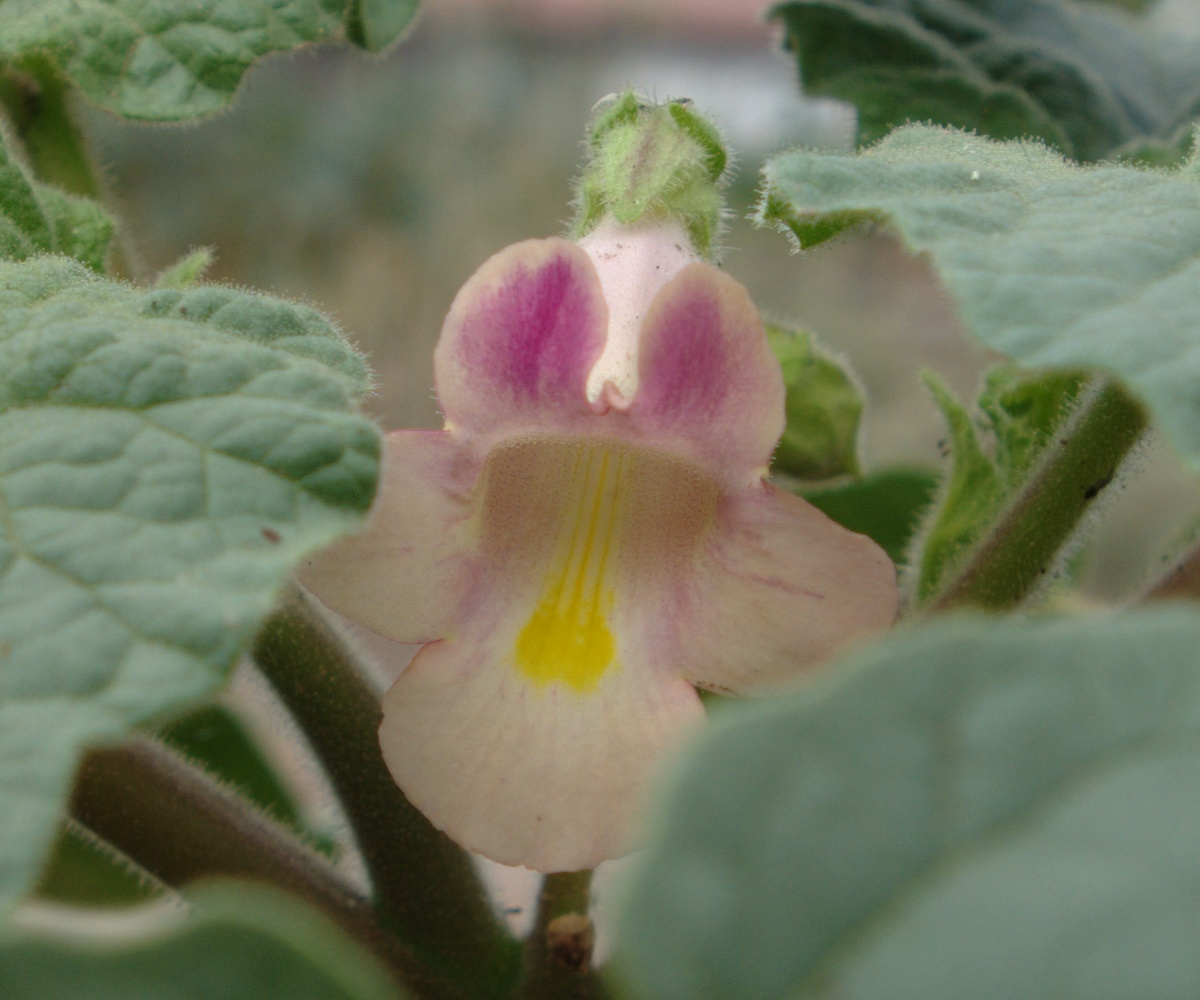
Flor de P. parviflora ssp. parviflora var. hohokamiana
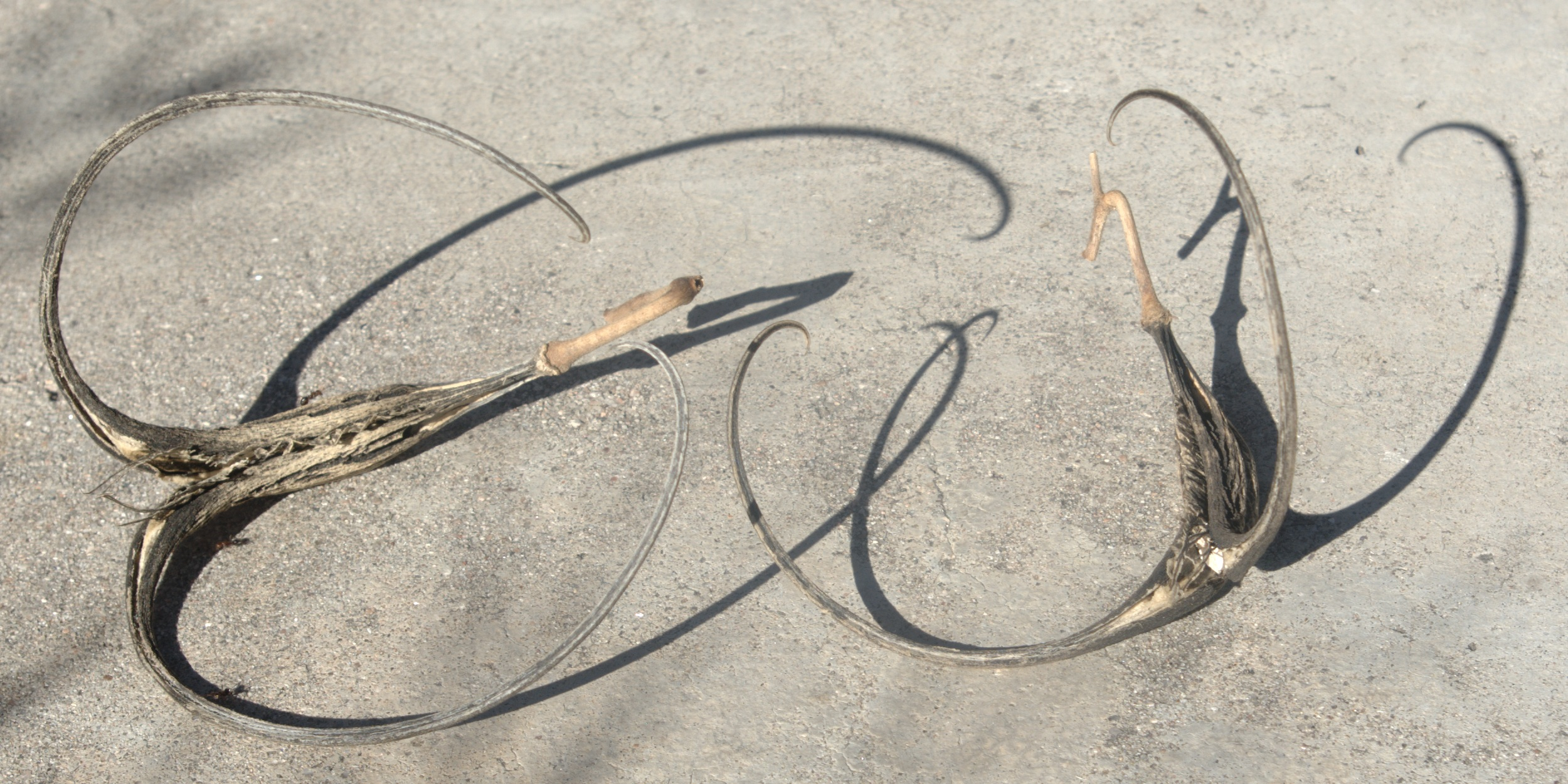
Frutos de la misma variedad
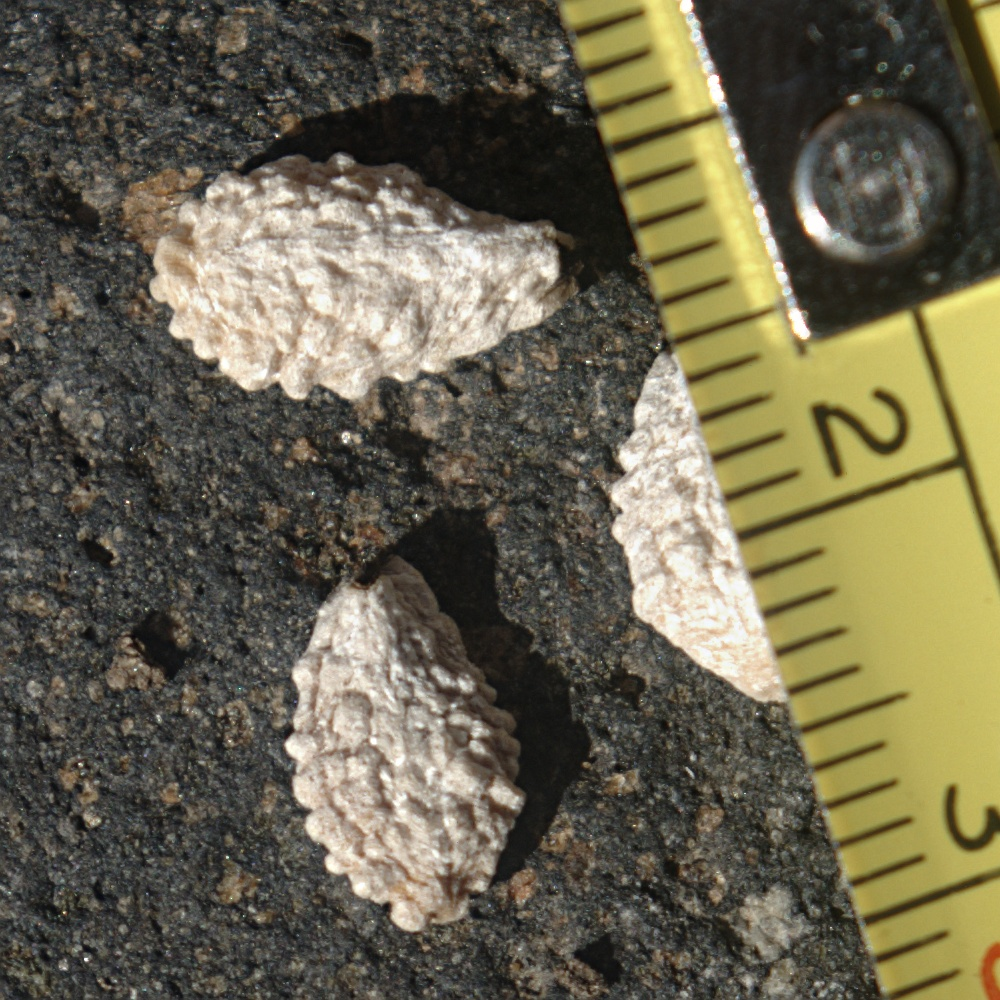
Semillas de la misma variedad
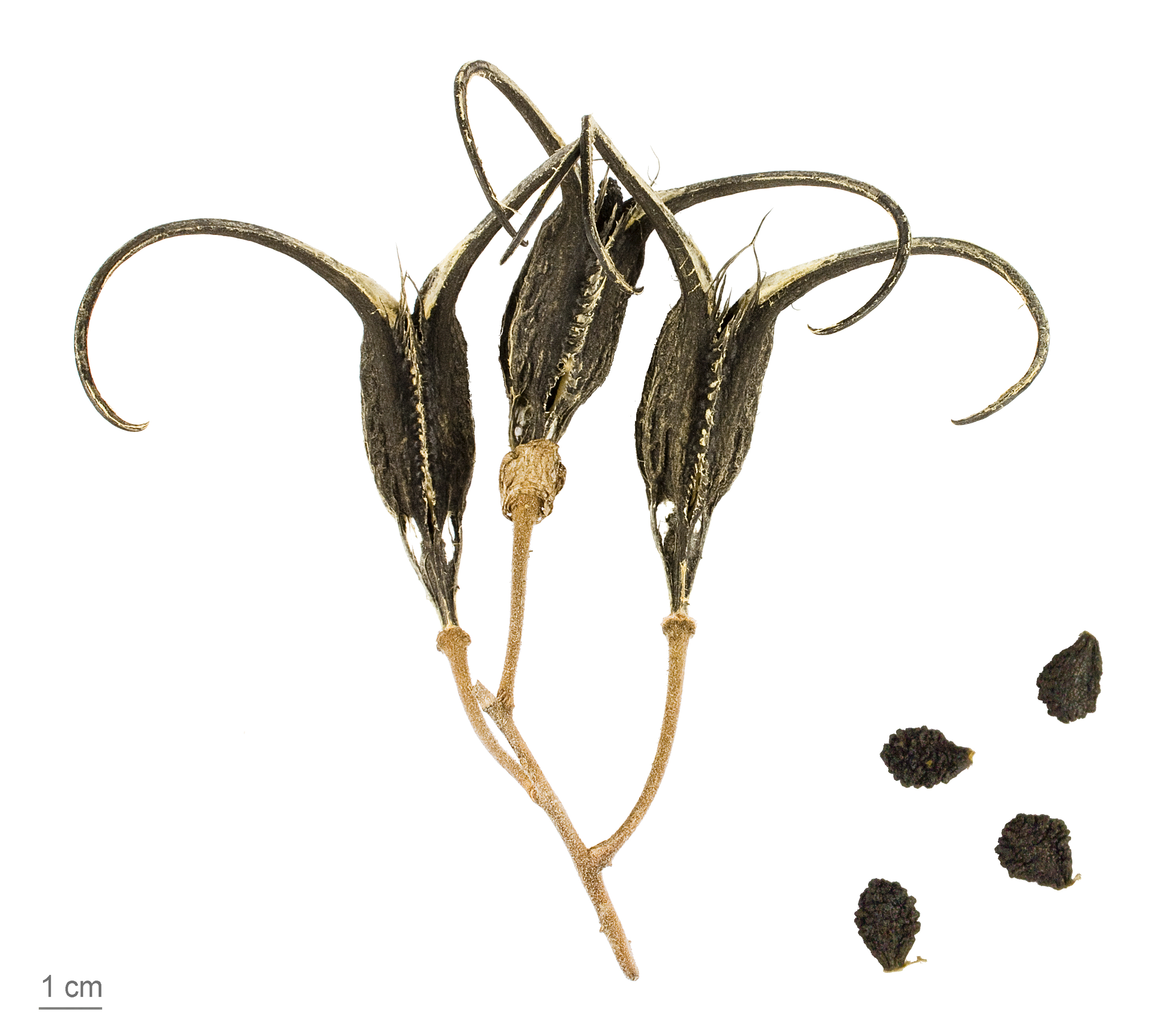
Proboscidea parviflora - frutos, semillas
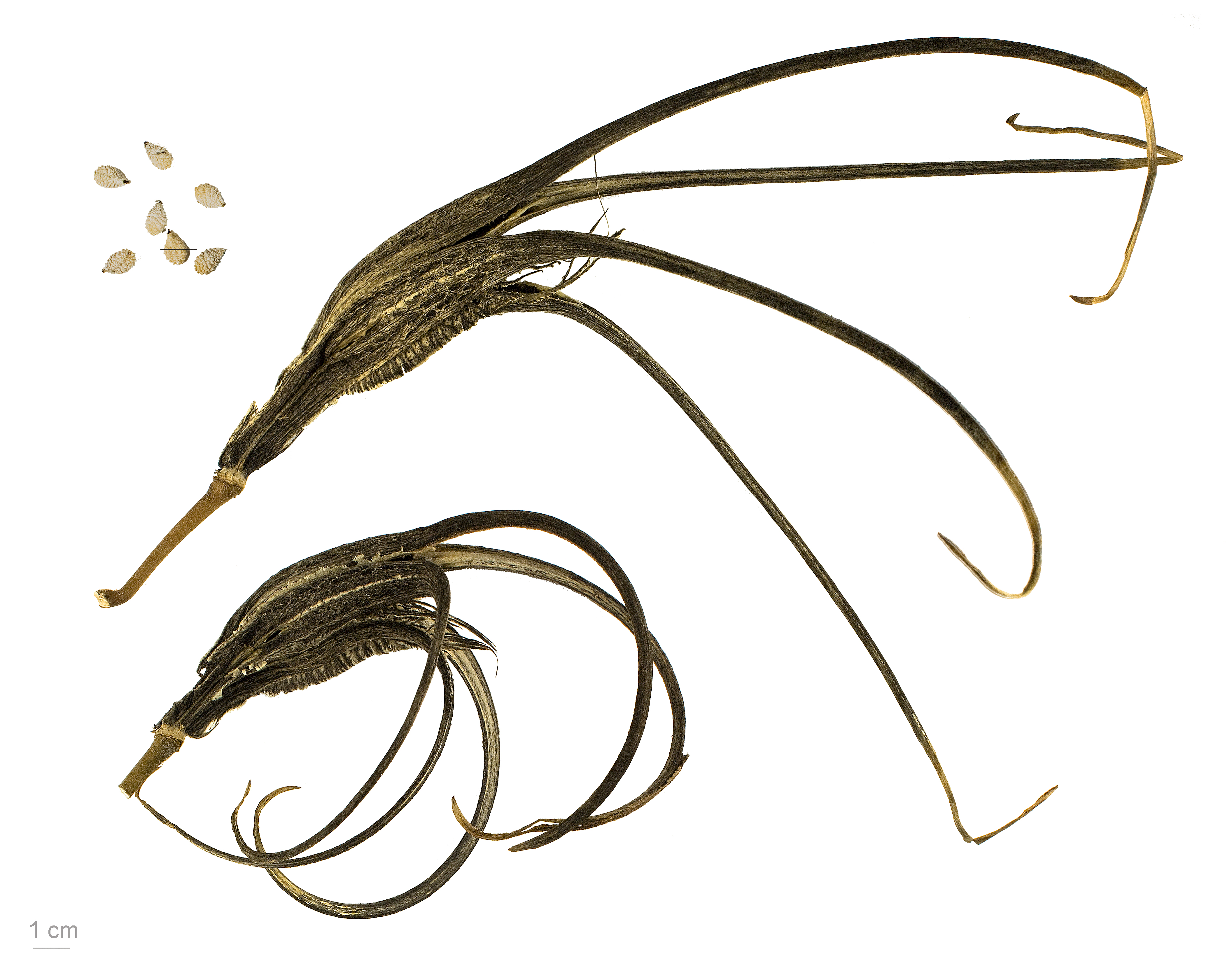
var. hohokamiana - frutos, semillas